# Колесников, Сергей Иванович
Серге́й Ива́нович Коле́сников (род. 1 июня 1950 года, с. Гусанагюх, Армянская ССР) — советский и российский учёный-эмбриолог, общий патолог, доктор медицинских наук, академик РАН (ранее — РАМН), советник РАН, профессор, заслуженный деятель науки Российской Федерации (2002).

## Биография
Сын Ивана Николаевича Колесникова и Валентины Ивановны Серебренниковой. Окончил Новосибирский государственный медицинский институт (1972) с отличием. В 1973 году защитил кандидатскую («Периферический цитотрофобласт плаценты человека: материалы к морфологии, гистохимии и регенерации»), а в 1982 году — докторскую («Морфо-функциональная характеристика внезародышевых органов при различном иммунологическом фоне материнского организма») диссертации.
Работал в Институте клинической и экспериментальной медицины Сибирского отделения АМН СССР — младшим научным сотрудником, руководителем лаборатории, ученым секретарём, заместителем директора.
В 1982—1987 годах — председатель Совета молодых учёных и специалистов СССР, член Бюро ЦК ВЛКСМ, был одним из организаторов системы Научно-технического творчества молодежи. Выступал против проекта переброски северных рек в Среднюю Азию, за природоохранную стратегию развития КАТЭК и др. Член Комитета Советских ученых в защиту мира. В 1984 году удостоен премии Ленинского комсомола в области науки и техники.
В 1987—2014 годах — председатель Президиума Восточно-Сибирского филиала Сибирского отделения АМН СССР (затем — Восточно-Сибирский НЦ СО РАМН) в Иркутске. В 1998—2011 гг. одновременно руководил Научным центром медицинской экологии ВСНЦ СО РАМН. Был профессором Иркутского государственного университета.
В 1989—1992 гг. — народный депутат СССР по 10-му национально-территориальному округу (Иркутская, Читинская, Амурская области, Бурятская АССР, Усть-Ордынский и Агинский Бурятские автономные округа), секретарь группы медиков Съезда народных депутатов СССР, работал в комитете по охране здоровья.
В 1991 году избран членом-корреспондентом АМН СССР. В 1997 году избран академиком РАМН (с 2013 г. — РАН). С 2001 по 2012 год — советник Президиума РАМН, в 2006—2014 г. — член Президиума РАМН (после реформы РАН — член Бюро Отделения медицинских наук РАН), затем с 2013 — советник РАН. С 2018 по 2019 год — заместитель главного ученого секретаря РАН, с 2020 года — вновь советник РАН.
В 1999—2003 годах — депутат Государственной думы Федерального собрания РФ 3-го созыва, комитет по охране здоровья и спорту. В 2003—2007 годах — депутат Государственной думы Федерального собрания РФ 4-го созыва (фракция «Народный Депутат»), заместитель председателя комитета Государственной думы ФС РФ по образованию и науке. В 2007—2011 — депутат Государственной Думы Федерального собрания РФ 5-го созыва, заместитель председателя комитета по охране здоровья (фракция «Единая Россия»).
Профессор Первого МГМУ им. И. М. Сеченова (2003—2008) и Российского Государственного медицинского университета им. Н. И. Пирогова (2005—2011). Профессор кафедры государственной политики МГУ им М. В. Ломоносова (с 2012), читает лекции в Государственном Университете просвещения ГОУ .
Главный редактор журнала Acta biomedica scientifica (Scopus,RSCI), член редколлегий 14 журналов. Подготовил более 60 докторов и кандидатов наук.
В 1991—1999 и 2008—2012 годах — сопрезидент (с 2001 по 2008 годы — вице-президент) Международного движения «Врачи мира за предотвращение ядерной войны» (Нобелевская премия мира за 1985 г.). С 2001 года — член Российского Пагуошского комитета при Президиуме РАН (член Президиума с 2011). со президент Общероссийского общественного движения «За сбережение народа», президент Национальной ассоциации АПФ, вице-президент ЮНЕПКОМ, член ряда научных советов и комиссий РАН и др.
В 2000 и 2012 годах — доверенное лицо кандидата в президенты РФ В. В. Путина. В 2004—2007 — заместитель председателя Народной партии Российской Федерации.
Семья
Жена Любовь Колесникова (урождённая Горелик) является академиком РАН по специальности «общая патология». Дочь Марина Мельгунова — кандидат медицинских наук.

## Основные работы
Автор более 550 научных статей, 18 изобретений, 3 учебников и руководств для вузов,29 монографий, в том числе:
- «Генетико-физиологические взаимоотношения матери и плода» (1985)
- «Беременность и токсиканты» (1986),
- «Атлас сканирующей электронной микроскопии» (1987)
- «Печень и её регионарные лимфатические узлы при воздействии 3,4-бензпиреном» (1995)
- Инфекция и техногенное загрязнение (1996)
- «Russia and Siberia. Health problems in environmentally damaged territories. Biopolitics and Bio-environment» (1996)
- «Медицинские проблемы здоровья населения Иркутской области» (1997)
- «Экономика Иркутской области: шаги реформы» (1997)
- «Импринтинг действия токсикантов в эмбриогенезе» (1999)
- «War and Health» (2001)
- «Геморрагические лихорадки (патофизиология, профилактика и лечение)» (2001)
- «Йод и здоровье населения Сибири» (2002)
- «Роль адреномедуллина в биологии эндотелиальной клетки человека» (2007)
- «Электроэнцефалографические паттерны при эпилепсиях и эпилептических синдромах у детей» (2007)
- «Влияние стойких органических загрязнителей на биотрансформацию ксенобиотиков»(2007)
- «Стресс и отравление прижигающими ядами» (2009)
- «Медико-социальные аспекты формирования нарушений репродуктивного потенциала у мальчиков подросткового возраста, проживающих в промышленных центрах» (2010)
- Электроэнцефалографический атлас эпилепсий и эпилептических синдромов у детей (2011)
- Акрилаты:. нейротоксичность и канцерогенез (2013)
- Кадмий и беременность (2013)
- Влияние вибрации на систему «мать- плод» в эксперименте (2014)
- Гражданин, общество, государство: Россия в XXI в. (2014)
- Политика и управление в социальной сфере (2018)
- Этногенетические и молекулярно- метаболические аспекты нарушений сна в климактерическом периоде (2020)
- Этнические аспекты метаболических реакций женщин при дизрегуляционной патологии (2020)
- Варикозная болезнь вен малого таза у женщин (2020)
- Коморбидность артериальной гипертензии и болезней зубочелюстной системы в подростковом возрасте. (2021)
- Паллиативная помощь как сфера междисциплинарного взаимодействия. (2021)
- Окислительный стресс при коморбидности артериальной гипертензии и заболеваний пародонта в подростковом периоде. (2022)

## Критика
Состоит в Комиссии по борьбе с лженаукой при РАН, но отказался от работы над меморандумом о лженаучности гомеопатии, а позднее публично поддержал гомеопатию в своём выступлении в Общественной палате.

## Награды и звания
- Орден Александра Невского (10 сентября 2020 года) — за большой вклад в развитие науки и многолетнюю плодотворную деятельность[4]
- Орден Почёта (12 марта 1996 года) — за заслуги перед государством и многолетний добросовестный труд[5]
- Орден Почёта (28 марта 2007 года) — за заслуги в законотворческой деятельности, укреплении и развитии российской государственности[6]
- Орден Дружбы народов (1986)
- Медаль «За доблестный труд. В ознаменование 100-летия со дня рождения Владимира Ильича Ленина» (1971)
- Медаль Мхитара Гоша (Армения, 2013)
- Заслуженный деятель науки Российской Федерации (2002)
- премия имени Н. И. Пирогова (2001) — высшая научная премия РАМН
- премия имени И. В. Давыдовского (2007) — высшая научная премия РАМН
- премия Правительства Российской Федерации в области науки и техники (2008)
- премия Ленинского комсомола в области науки и техники (1984)
- Почётная грамота правительства Российской Федерации (4 декабря 2008 года) — за заслуги в законотворческой деятельности, развитии парламентаризма и в связи с 15-летием принятия Конституции Российской Федерации[7]
- благодарности и грамоты Президента РФ, Правительства РФ
- Знак отличия «За заслуги перед Иркутской областью»[8] (2005)
- Медаль ДОСААФ России «Первый трижды Герой Советского Союза А. И. Покрышкин» (2005)
- юбилейная медаль «350 лет городу Иркутску»
- Знак «75 лет Иркутской области»
- юбилейная медаль «350 лет добровольного вхождения Бурятии в состав Российского государства»
- Медаль Международной Федерации мира и согласия «За укрепление мира и согласия между народами»
- Медаль Международной ассоциации «Солдаты мира» («Peace commemoration medal»)
- Медаль «За веру и добро» Кемеровской области (2008) (https://www.lawmix.ru/zakonodatelstvo/2157007)
- почётный золотой знак Межрегиональной ассоциации «Сибирское Соглашение „Достояние Сибири“»
- почётный гражданин города Детройта (США, 1985)
- почётный доктор Университета города Кингстона-на-Темзе (Великобритания, 1997)
- почётный доктор Института МИРБИС Москва (2009)